# Schweizer Skimeisterschaften 1939
Die Schweizer Skimeisterschaften 1939 fanden vom 3. bis zum 5. März 1939 in Unterwasser und am 26. Februar 1939 in Les Mosses statt. Ausgetragen wurden im Skilanglauf die Distanzen 16 km und 48 km. Beim 16-km-Lauf wurde der Italiener Alberto Jammaron und beim 48-km-Lauf August Sonderegger Erster. Das Skispringen gewann Rudolf Felber. Im Ski Alpin wurden die Disziplinen Abfahrt und Slalom ausgetragen. Dabei gewann Karl Molitor die Abfahrt und Rudolf Rominger das Slalomrennen. Bei den Frauen siegte Erna Steuri in der Abfahrt und im Slalom und somit auch in der Kombinationswertung. Schweizer Skimeister wurde Adi Gamma, der die Vierer Kombinationswertung gewann.

## Vierer Kombination Männer
Die Kombination wurde über eine Punktewertung aus den Ergebnissen von Abfahrt, Skisprung, 16-km-Lauf und Slalom berechnet.
| Platz | Name             | Verein         | Punkte |
| ----- | ---------------- | -------------- | ------ |
| 01    | Adi Gamma        | Andermatt      | 54,49  |
| 02    | Erich Soguel     | Chaux-de-Fonds | 60,85  |
| 03    | Willy Paterlini  | Lenzerheide    | 85,89  |
| 04    | Arnold Vultier   | Ste-Croix      | 102,51 |
| 05    | Ernst Wirz       | Chaux-de-Fonds | 104,96 |
| 06    | Christian Schmid | Adelboden      | 106,63 |

## Skilanglauf

### 16 km
| Platz | Name                | Verein         | Zeit (std) |
| ----- | ------------------- | -------------- | ---------- |
| 01    | Alberto Jammaron    | Italien        | 1:08:45    |
| 02    | Severino Compagnoni | Italien        | 1:09:51    |
| 03    | Adolf Freiburghaus  | Chaux-de-Fonds | 1:10:05    |
| 04    | Luigi Perenni       | Italien        | 1:10:33    |
| 05    | Victor Borghi       | Les Diablerets | 1:11:31    |
| 05    | Adi Gamma           | Andermatt      | 1:11:31    |

Datum: Samstag, 4. März 1939
 Alberto Jammaron aus Italien holte mit einer Zeit von 1:08:45 Stunden und mit einer Minute und sechs Sekunden Vorsprung auf Severino Compagnoni den Schweizer Meistertitel. Der Vorjahressieger Ernst Berger wurde Neunter.

### 48 km
| Platz | Name               | Verein         | Zeit (std) |
| ----- | ------------------ | -------------- | ---------- |
| 01    | August Sonderegger | St. Gallen     | 3:59:22    |
| 02    | André Cattin       | St. Imier      | 4:01:34    |
| 03    | Adolf Freiburghaus | Chaux-de-Fonds | 4:01:46    |
| 04    | Adrien Portmann    | Chaux-de-Fonds | 4:10:31    |
| 05    | Ernst Berger       | Zürich         | 4:15:40    |
| 06    | Marius Borghi      | Les Diablerets | 4:16:10    |

Datum: Sonntag, 26. Februar 1939

 Den mit 51 Läufern gestarteten 48-km-Lauf gewann August Sonderegger aus St. Gallen in einer Zeit von 3:59:22 Stunden und mit zwei Minuten und 12 Sekunden Vorsprung auf André Cattin und Adolf Freiburghaus. Der Vorjahressieger Charles Baud und der Mitfavorit Victor Borghi gaben vorzeitig auf.

## Skispringen

### Normalschanze
| Platz | Name            | Verein         | Punkte |
| ----- | --------------- | -------------- | ------ |
| 01    | Rudolf Felber   | SC Kandersteg  | 218,0  |
| 02    | Willy Paterlini | Lenzerheide    | 216,7  |
| 03    | Marcel Reymond  | Ste-Croix      | 211,4  |
| 04    | Walter Ludi     | Gstaad         | 210,8  |
| 05    | Erich Soguel    | Chaux-de-Fonds | 208,0  |

Datum: Sonntag, 5. März 1939

Rudolf Felber aus Kandersteg gewann mit Weiten von 46,5 und 49,5 Metern auf der Säntisschanze vor den Vorjahressieger Willy Paterlini und Marcel Reymond.

## Ski Alpin

### Männer

#### Abfahrt
| Platz | Name            | Verein      | Zeit (min) |
| ----- | --------------- | ----------- | ---------- |
| 01    | Karl Molitor    | Wengen      | 2:24,3     |
| 02    | David Zogg      | Arosa       | 2:27,0     |
| 03    | Rudolf Rominger | St. Moritz  | 2:29,3     |
| 04    | Fritz Maurer    | SC Davos    | 2:34,0     |
| 05    | Karl Schlumpf   | Unterwasser | 2:34,4     |
| 05    | Edy Reinalter   | St. Moritz  | 2:34,4     |

Datum: Freitag, 3. März 1939

#### Slalom
| Platz | Name               | Verein     | Zeit (min) |
| ----- | ------------------ | ---------- | ---------- |
| 01    | Rudolf Rominger    | St. Moritz | 1:54,2     |
| 02    | Marcel von Allmen  | Scheidegg  | 1:56,6     |
| 03    | Martin Fopp        | Klosters   | 1:58,5     |
| 04    | Fritz Telli        | SC Davos   | 1:59,9     |
| 05    | Eugen Hack         | SC Davos   | 2:01,4     |
| 06    | Anton Meschenmoser | Arosa      | 2:01,8     |

Datum: Sonntag, 5. März 1939

### Frauen

#### Abfahrt
| Platz | Name              | Verein      | Zeit (min) |
| ----- | ----------------- | ----------- | ---------- |
| 01    | Erna Steuri       | Grindelwald | 2:49,4     |
| 02    | Dina Künzli       | SC Davos    | 2:52,3     |
| 03    | Nini von Arx-Zogg | Arosa       | 2:56,0     |
| 04    | Loulou Boulaz     | Genf        | 3:02,4     |
| 05    | Verena Fuchs      | SC Davos    | 3:10,0     |
| 06    | Turid Jespersen   | Norwegen    | 3:11,2     |

Datum: Freitag, 3. März 1939

#### Slalom
| Platz | Name               | Verein      | Zeit (min) |
| ----- | ------------------ | ----------- | ---------- |
| 01    | Erna Steuri        | Grindelwald | 2:11,6     |
| 02    | Nini von Arx-Zogg  | Arosa       | 2:16,9     |
| 03    | Verena Fuchs       | SC Davos    | 2:18,0     |
| 04    | Dina Künzli        | SC Davos    | 2:21,7     |
| 05    | Gertrud Schumacher | Zürich      | 2:24,5     |

Datum: Sonntag, 5. März 1939

#### Kombination
Die Kombination wurde über eine Punktewertung aus den Ergebnissen von Abfahrt und Slalom berechnet.
| Platz | Name              | Verein      | Punkte |
| ----- | ----------------- | ----------- | ------ |
| 01    | Erna Steuri       | Grindelwald | 0      |
| 02    | Nini von Arx-Zogg | Arosa       | 4,19   |
| 03    | Dina Künzli       | SC Davos    | 5,38   |
| 04    | Verena Fuchs      | SC Davos    | 8,70   |
| 05    | Loulou Boulaz     | Genf        | 14,09  |

Datum: Freitag, 3. März 1939 und Sonntag, 5. März 1939